# Apis mellifera ligustica
A abelha italiana (Apis mellifera ligustica) é uma abelha social, originária do Sul da Europa, cujas operárias medem de 12 mm a 13 mm de comprimento e apresentam faixas amarelas nos segmentos abdominais. Também é conhecida como abelha-amarela e abelha-italiana-amarela. Foi introduzida em outros países da Europa e na América, para a apicultura.
Sua baixa agressividade, aliadas a alta produtividade e a rápida produção de favos de mel e própolis, faz as abelhas italianas serem muito populares no mundo todo, sendo, de fato, a preferida dos apicultores. É tanto, que sua aparência é mundialmente conhecida.
As abelhas italianas são adaptáveis aos climas Temperados e Subtropicais, embora menos adaptado ao Clima Tropical muito úmido. Até o século XIX, só existia na Itália. É ideal para a produção industrial em larga escala, mas também compatível com a apicultura de lazer por pessoas comuns que não são profissionais. Uma Colmeia de abelhas italianas tem de 90.000 a 150.000 indivíduos, uma população muito grande se comparada com outras espécies e subespécies de abelhas; 30.000 a 60.000.